# Yepes
Yepes község Spanyolországban, Toledo tartományban. Yepes Ocaña, Huerta de Valdecarábanos, Villasequilla, Almonacid de Toledo, Aranjuez és Ciruelos községekkel határos. Lakosainak száma 5541 fő (2024).

## Népesség
A település népessége az utóbbi években az alábbiak szerint változott:
| Lakosok száma | 4369 | 4634 | 4819 | 5200 | 5150 | 5070 | 5074 | 5198 | 5268 | 5541 |
|               | 2001 | 2004 | 2007 | 2009 | 2012 | 2014 | 2017 | 2019 | 2022 | 2024 |